# Hymenophorus
Hymenophorus är ett släkte av skalbaggar som beskrevs av Étienne Mulsant 1851. Hymenophorus ingår i familjen svartbaggar.
Släktet innehåller bara arten Hymenophorus doublieri.